# Azalia Emma Peet
Azalia Emma Peet (Webster, 3 settembre 1887 – Asheville, 21 settembre 1973) è stata un'educatrice statunitense, svolgendo la sua attività come missionaria in Giappone. Durante la seconda guerra mondiale è stata una "dissidente solitaria", "una dei pochissimi americani bianchi" a pronunciarsi contro l'internamento dei giapponesi americani. Ha insegnato agli studenti dei campi di internamento in Idaho e Oregon.

## Biografia
Azalia Emma Peet, figlia di James Clinton Peet e Marion Keeler Green Peet, si laureò allo Smith College nel 1910. Durante gli studi fu membro della "Oriental Society" con la prima studentessa asiatica del college, Tei Ninomiya. Seguì corsi di specializzazione presso l'Università di Boston all'inizio degli anni '20 e conseguì un master dal titolo "The application of certain American labor legislation to the industrial life of Japanese women and children" ("L'applicazione di alcune leggi americane sul lavoro alla vita industriale delle donne e dei bambini giapponesi") nel 1923.

### Attività
Peet divenne educatrice missionaria nel 1916, dopo che il padre vedovo si risposò, trasferendosi a Tokyo sotto gli auspici della Conferenza di Genesee della Chiesa episcopale metodista. Lavorò nelle scuole dagli asili alle classi liceo a Kagoshima, dal 1917 al 1921. Dal 1923 al 1927 insegnò a donne e ragazze in un ostello a Fukuoka, preparandole per l'istruzione superiore. La Società Missionaria Estera della Donna della Chiesa episcopale metodista comprò e spedì un pianoforte a Fukuoka durante quel periodo. Nel 1927 prese la supervisione di due asili nido a Hakodate. Tornò negli Stati Uniti per motivi di salute dal 1928 al 1929. Dal 1929 al 1935 e dal 1936 al 1941 riprese ad insegnare in Giappone, fino a quando fu evacuata insieme ad altri cittadini americani a causa dello scoppio della seconda guerra mondiale.
Negli Stati Uniti lavorò con famiglie e studenti immigrati giapponesi in Oregon. Testimoniò davanti al House Select Committee Investigating National Defense Migration (comitato della Camera che indagava sull'immigrazione per la difesa nazionale), esprimendo la sua ferma opposizione all'internamento dei residenti giapponesi e nippo-americani della costa occidentale. "Cos'è che li rende necessari per l'evacuazione?" chiese al comitato durante l'audizione. "Hanno fatto qualcosa? C'è qualcosa nella loro storia in quest'area che giustifichi una tale paura che cambino da un giorno all'altro?". Lo studioso buddista Duncan Ryuken Williams ha osservato che "Cristiani progressisti come Peet erano tra le poche voci dissenzienti", mentre la storica Ellen Eisenberg ha affermato che, a differenza degli ecclesiastici di altre città, "Peet parlava come individuo, senza alcun supporto organizzativo".
Come altri ex missionari con utili competenze linguistiche, pedagogiche e culturali, Peet lavorò nei campi di internamento a Nyssa, in Oregon, e a Minidoka, in Idaho, sostenendo gli studenti adolescenti nella loro preparazione per il college. Tornò in Giappone dal 1946 al 1953 per aiutare nella ricostruzione del dopoguerra. È stata insignita dell'Ordine del Sacro Tesoro (V Classe) dal governo giapponese nel 1953 per la sua vita di servizio.

### Ultimi anni
Peet visse a Rochester dopo essersi ritirata dall'attività di educatrice. Nel 1961 si trasferì in una casa di riposo ad Asheville, nella Carolina del Nord, dove morì nel 1973 all'età di 86 anni. I suoi documenti, comprese fotografie, diari e corrispondenza, si trovano allo Smith College.

## Pubblicazioni
- "Pinafores and the King's Daughters" (1919)[19]
- "Fragments from a Devotional Diary" (1935)[20]